# Johannes Schlingensiepen

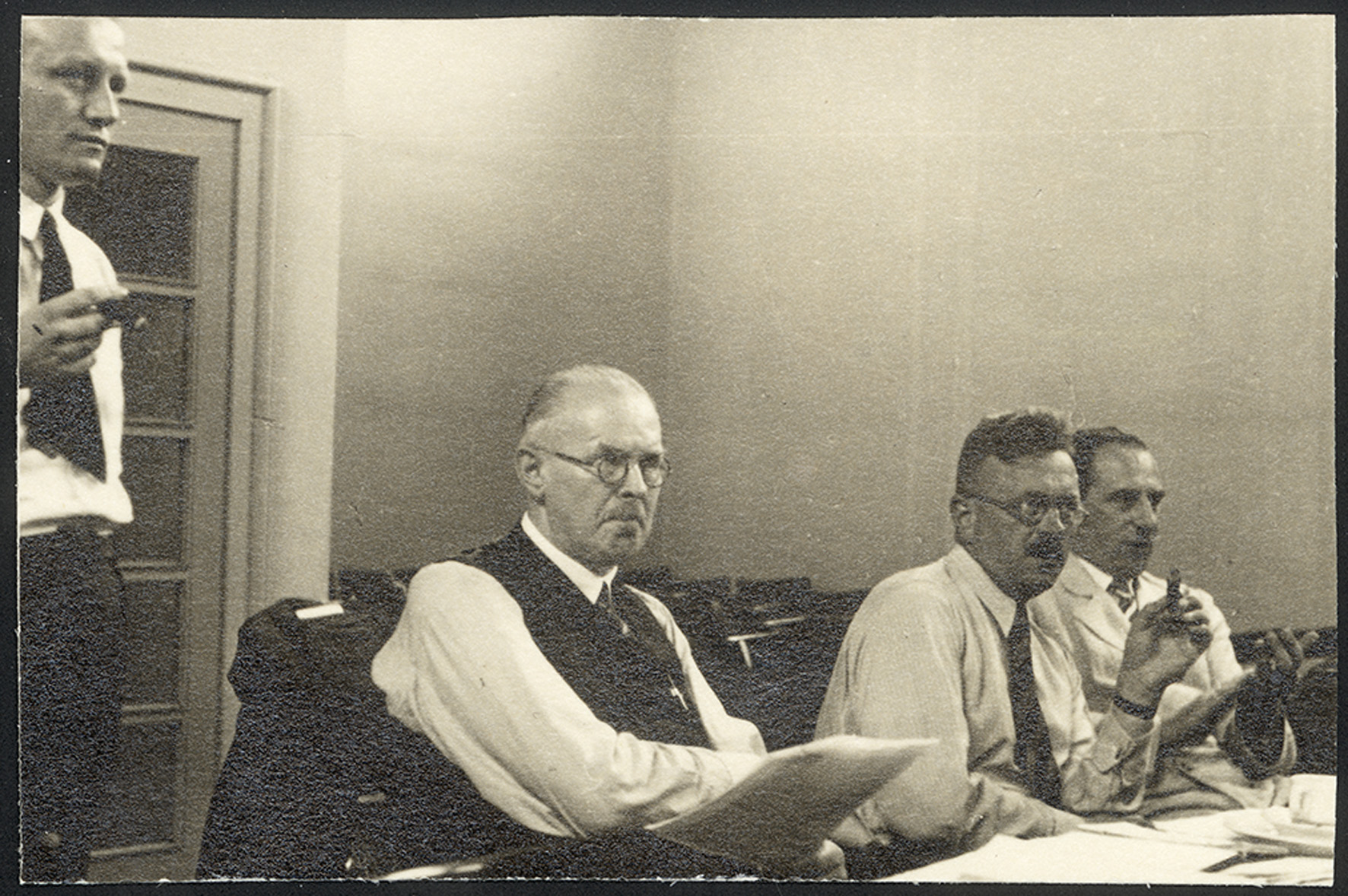
Johannes Schlingensiepen, 3. Person von links (1934)

Johannes Schlingensiepen (* 17. Januar 1898 in Barmen; † 6. Februar 1980 in Bonn) war  ein deutscher evangelischer Theologe und aktiv im Kirchenkampf während der Zeit des Nationalsozialismus.

## Leben
Johannes Schlingensiepen studierte nach dem Abitur am Barmer Gymnasium 1916 und dem Einsatz im Ersten Weltkrieg Evangelische Theologie in Tübingen, Halle und Bonn. Nach dem ersten Examen wurde er 1922 rheinischer Landeswart und Referent für Auslandsarbeit der Evangelischen Schüler-Bibelkreise, erhielt seine Ordination 1924 und wurde 1930 Pfarrer an der Unterbarmer Hauptkirche. Dort war er führend am Aufbau der Bekennenden Kirche beteiligt. Er gehörte dem Rheinischen Bruderrat an, war Leiter des Ausbildungsamtes der Bekennenden Kirche und nahm an Bekenntnissynoden der Deutschen Evangelischen Kirche in Berlin-Dahlem 1934, Augsburg 1935 und Bad Oeynhausen 1936 teil. Wegen seiner Aktivitäten wurde er mehrfach verhaftet.
Am 15. Mai 1945 bildete Johannes Schlingensiepen zusammen mit Joachim Beckmann (geschäftsführender Vorsitzender), Heinrich Held, Rudolf Harney, Karl Mensing, Helmut Rößler und dem Generalsuperintendent Ernst Stoltenhoff die vorläufige Leitung der Ev. Kirche der Rheinprovinz. 1946 wurde er Superintendent in Barmen und kurz danach Oberkirchenrat. Von 1948 bis 1968 war er Mitglied und Ausbildungsreferent der neuen Kirchenleitung der Evangelischen Kirche im Rheinland, 1957 wurde er Theologischer Dirigent.
Nebenamtlich war Schlingensiepen ab 1966 Präses der Rheinischen Mission sowie Kuratoriumsmitglied der Kirchlichen Hochschule Wuppertal. Er war außerdem Erster Vorsitzender des Evangelischen Jugenddienstverlags, aus dem am 18. Juli 1966 mit Eintrag ins Vereinsregister Wuppertal der Peter Hammer Verlag hervorging, wobei Schlingensiepen u. a. zusammen mit Hermann Schulz und Johannes Rau Gründungsmitglied war.

## Familie
Johannes Schlingensiepens Eltern waren der Fabrikant Hermann Schlingensiepen († 1922) und dessen Frau Maria geb. Stein († 1920). Er hatte eine ältere Schwester Maria (verheiratete Tappenbeck), und einen Bruder, den evangelischen Theologen Hermann Schlingensiepen (1896–1980).

## Ehrungen
1976 erhielt Schlingensiepen den Ehrenring der Stadt Wuppertal. In Wuppertal ist außerdem die Johannes-Schlingensiepen-Straße nach ihm benannt. Die Universität Bonn verlieh ihm 1958 die Ehrendoktorwürde.

## Schriften (Auswahl)
- mit Udo Smidt & Friedrich Schramm: Hermann Ehlers, Jugenddienst, Wuppertal 1955
- Jungenwacht. Ein Blatt evangelischer Jugend, Wuppertal-Barmen ca. 1956–1962 (später: Motive. Evangelische Schülerzeitschrift, ab 1965)
- mit Heinrich Giesen, Manfred Müller, Adam Weyer und Jürgen Schroer: Ideologie und christlicher Glaube, Reihe: Das Gespräch Heft 40, Jugenddienst, Wuppertal 1962
- Widerstand und verborgene Schuld: Erinnerungen an den Kampf der Bekennenden Kirche in Barmen. Jugenddienst, Wuppertal 1976 (2. Aufl. 1977)